# 名護屋村 (大分県)
名護屋村（なごやむら）は、大分県南海部郡にあった村。現在の佐伯市の一部にあたる。

## 地理
- 海洋：猪串湾、名護屋湾[2]
- 山岳：場照山、津島畑山、陣ノ峰[2]

## 歴史
- 1889年（明治26年）4月1日、町村制の施行により、南海部郡葛原浦、野々河内浦、波当津浦、森崎浦、丸市尾浦が合併して村制施行し、名護屋村が発足[1][2]。旧村名を継承した葛原浦、野々河内浦、波当津浦、森崎浦、丸市尾浦の5大字を編成[2]。
- 1955年（昭和30年）3月31日、南海部郡蒲江町、上入津村、下入津村と合併し、蒲江町が存続して廃止された[1][2]。

## 産業
- 農業、漁業[3]

## 交通

### 港湾
- 丸市尾港[2]